# مارش (النادرة)

تعديل مصدري - تعديل

مارش هي إحدى قرى عزلة حدة بمديرية النادرة التابعة لمحافظة إب، بلغ تعداد سكانها 733 نسمة حسب تعداد اليمن لعام 2004.